# Paul Dunne
Paul Colum Dunne (Dublin, 26 november 1992) is een  professionele golfer uit Greystones, Ierland.
Dunne maakte deel uit van het Ierse Boys Team. Hij ging naar het Blackrock College en studeerde aan de Universiteit van Alabama in Birmingham van 2011-2014 en speelde college golf voor de 'UAB Blazers'. In 2014 werd hij uitgeroepen tot Conference USA Golfer of the Year.

## Amateur
Als amateur heeft hij een aantal toernooien van minder allooi gewonnen, nooit een nationale titel overigens. Pas in 2015 haalde hij de cut van het Brits Open en na drie rondes stond hij zelfs bovenaan samen met Louis Oosthuizen en Jason Day.

## Professional
In 2016 en 2017 had hij een tourkaart voor de Europese PGA Tour, met als beste resultaat een tweede plek in de King Hassan II Trophy in 2017.